# Sheffield F.C.
Sheffield Football Club – angielski klub piłkarski (amatorski) z siedzibą w Dronfield, założony 24 października 1857 w Sheffield, oficjalnie uznany przez FIFA za najstarszy klub piłkarski na świecie. Uczestnik pierwszego w historii meczu derbowego (Rules derby lub Sheffield derby) przeciwko Hallam FC, członek i jeden z założycieli Club of Pioneers.
W swojej historii drużyna grała na wielu stadionach w Sheffield i jego okolicach. Pierwotnie ich "domem" było Bramall Lane (dziś obiekt Sheffield United F.C.). W latach 90. XX wieku domowe mecze rozgrywała na Hillsborough Park, Owlerton Stadium i Don Valley Stadium, po czym osiadła na przedmieściu Sheffield, w Dronfield. 
W sezonie 2020/21 drużyna seniorska klubu występuje w amatorskiej lidze Northern Premier League Division One South East (8 poziom rozgrywkowy).
24 lipca 2009 na stadionie Suche Stawy w Krakowie - w ramach obchodów 60. rocznicy powstania Nowej Huty - Sheffield FC rozegrał towarzyski mecz z Hutnikiem Kraków, zakończony zwycięstwem Hutnika 3:1.